# Айн-Ханеш
36°12′14″ пн. ш. 5°39′10″ сх. д. / 36.203888888889° пн. ш. 5.6527777777778° сх. д.
Айн-Ха́неш — місце знаходження нижньопалеолітичних знарядь олдувайської культури в Алжирі, між містами Сетіф та Константіна.
З 1931 року експедицією К.Арамбура знайдені знаряддя із оббитих галечних каменів, ручні рубила, чоппери (із гальки, оббитих з одного боку), кістки тварин — слонів, бегемотів, носорогів тощо.